# Проспект Будённого (Санкт-Петербург)
Проспе́кт Будённого — проспект в Красносельском и Петродворцовом районах Санкт-Петербурга. Проходит от Железнодорожной улицы (от площади перед железнодорожной станцией Сергиево) до Санкт-Петербургского шоссе.

## История

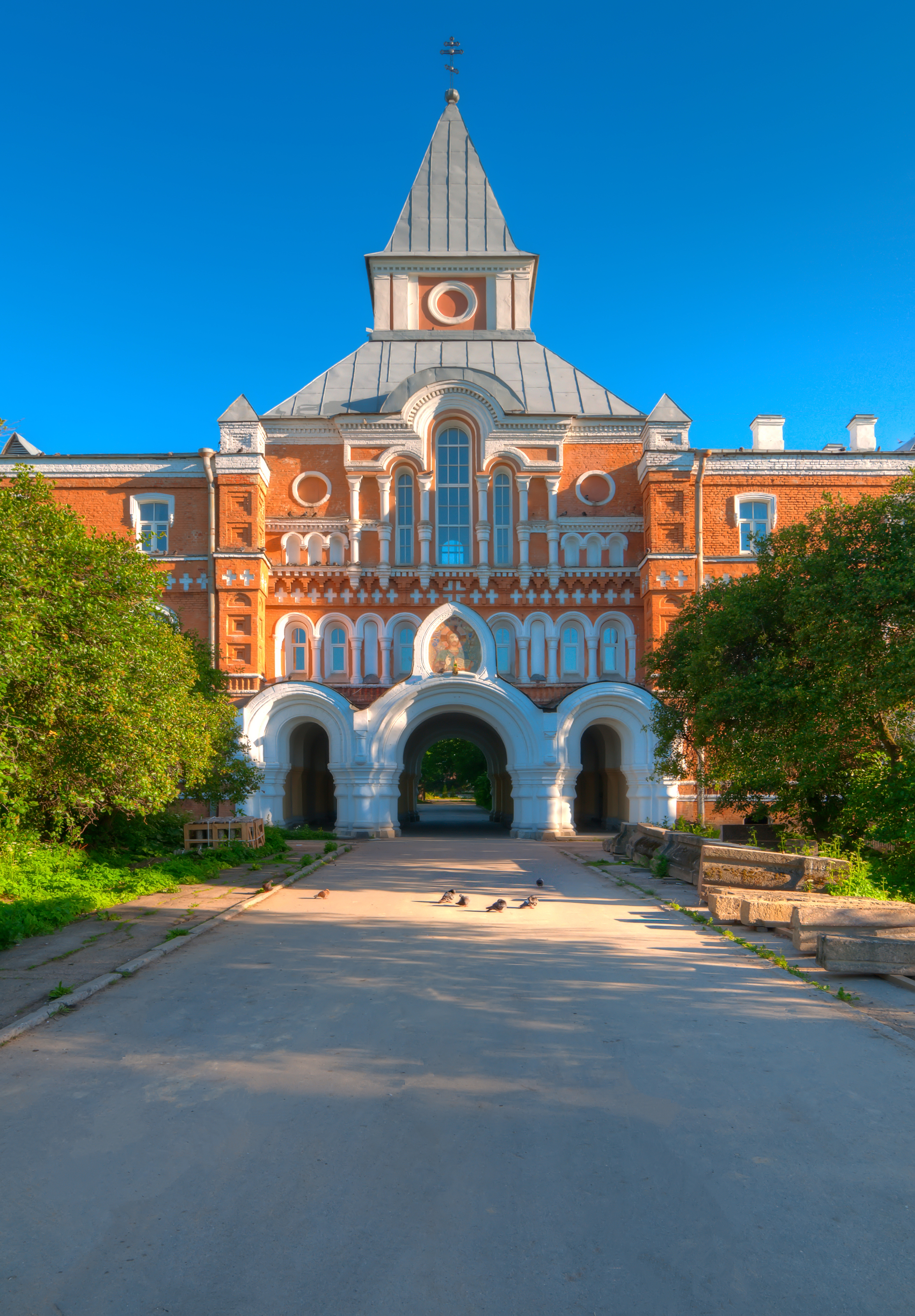
Сергиева пустынь

Первоначальное название — Монасты́рское шоссе́ — было присвоено в 1892 году. Оно связано с тем, что магистраль ведёт в направлении Троице-Сергиевой пустыни в Стрельне (Санкт-Петербургское шоссе, 15). С начала XX века появляется новое название — Монастырский проспект.
В 1920-х годах проспект был переименован в проспект Будённого — в честь командарма С. М. Будённого (1883—1973), участника Гражданской войны в России на стороне красных, впоследствии маршала Советского Союза. Название было присвоено прижизненно.
В 2023 году был реконструирован перекресток проспекта Буденного и Санкт-Петербургского шоссе: в частности, проезжую часть проспекта расширили.

## Застройка
- № 1 — жилой дом
- № 2 — жилой дом (1954[3])
- № 2а — жилой дом (1960[3])
- № 3/1 — жилой дом (1966[3])
- № 4 — жилой дом (1964[3])
- № 5/2 — жилой дом (1963[3])
- № 6 — жилой дом (1950[3])
- № 7 — жилой дом (1953[3])
- № 8 — жилой дом (1949[3])
- № 9 — жилой дом (1974[3])
- № 11 — трансформаторная подстанция (1966[3])
- № 13 — жилой дом (2024[4])
- № 15 — жилой дом (2024[4])
- № 19, корпус 1, — жилой дом (2023[5])
- № 19, корпус 2, — жилой дом (2022[6])
- № 20, корпус 1, — жилой дом (2024[7])
- № 20, корпус 2, — жилой дом (2024[7])
- № 20, корпус 3, — детский сад (2024[8])
- № 20, корпус 5, — жилой дом (2024[7])
- № 21, корпус 1, — жилой дом (2023[9])
- № 21, корпус 2, — детский сад (2023[10])
- № 21, корпус 3, — школа (2024[11])
- № 21, корпус 4, — жилой дом (2022[12])
- № 23, корпус 1, — жилой дом (2023[13])
- № 23, корпус 2, — жилой дом (2023[13])
- № 23, корпус 3, — жилой дом (2022[12])
- № 23, корпус 4, — жилой дом (2022[12])
- № 23, корпус 5, — жилой дом (2022[12])
- № 23, корпус 6, — жилой дом (2023[13])
- № 24, корпус 2, — жилой дом (2024[14])
- № 24, корпус 3, — жилой дом (2024[14])
- № 24, корпус 4, — жилой дом (2024[15])
- № 24, корпус 5, — жилой дом (2024[14])
- № 26, корпус 2, — жилой дом (2023[16])
- № 26, корпус 3, — жилой дом (2023[16])
- № 26, корпус 4, — жилой дом (2023[16])
- № 24, корпус 6, — детский сад (2023[17])
- № 29 (бывший адрес: Петергофское шоссе, 98, корпус 2[18]), — АЗС Neste (2008[3])
- № 31, корпус 1 (бывший адрес: Петергофское шоссе, 98[18]), — магазин «Лента» (2008[3])
- № 31, корпус 2 (бывший адрес: Петергофское шоссе, 96[18]), — магазин «Лемана Про» (2008[3])
- № 33 (бывший адрес: Петергофское шоссе, 100[18]), — АЗС «Роснефть» (2010[3])

## Пересекает
1. Санкт-Петербургское шоссе
2. Проспект Ветеранов
3. Совхозный переулок
4. улица Володарского
5. Железнодорожная улица / улица Свердлова

## Транспорт
- ближайшая станция метро — «Проспект Ветеранов»
- непосредственно по проспекту проезжают:

1. Троллейбус № 46
2. Автобусы № 163, 229, 284, 359
3. Маршрутные такси № 486В, 635.

- пересекают улицу:
- По трамвайной линии:

1. Трамвай № 36

- пересекают улицу:
- По Петергофскому шоссе:

1. Автобусы № 68А, 103, 162, 163, 200, 201, 204Э, 210, 229, 300, 343Э, 359, 401, 486
2. Маршрутные такси № 401А, 635, 650А.